# 平路庙乡
平路庙乡是中国陕西省渭南市蒲城县下辖的一个乡。

## 行政区划
平路庙乡下辖以下行政区：
晋王村、黎起村、直社村、洞坡村、常乐村、阿坡村、伏龙村、下寨村、平路村、关草村、庙前村、王台村